# Zilda Arns

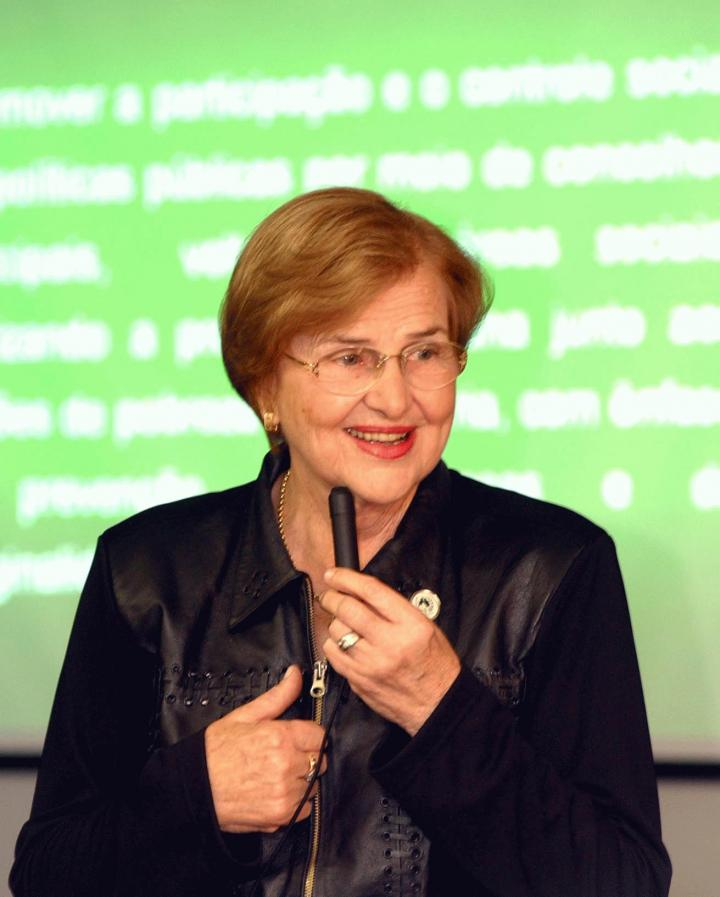
Zilda Arns

Zilda Arns Neumann (* 25. August 1934 in Forquilhinha, Santa Catarina, Brasilien; † 12. Januar 2010 in Port-au-Prince, Haiti) war eine deutschbrasilianische Medizinerin. Sie war Präsidentin der Pastoral da Criança, der Kinderpastoral der katholischen Kirche in Brasilien.

## Leben
Zilda Arns wurde als Kind des deutschen, aus dem Moselgebiet stammenden Immigrantenehepaares Gabriel Arns (1890–1965) und Helene Steiner (1894–1974) geboren und hatte zwölf Geschwister. Einer ihrer Brüder war der im April 1998 emeritierte Erzbischof von São Paulo, Paulo Evaristo Kardinal Arns OFM (1921–2016).
Zilda Arns lebte in Curitiba, Bundesstaat Paraná, und war dort als Kinderärztin am Kinderkrankenhaus Cezar Pernetta tätig. Später war sie Direktorin der Abteilung Mutter und Kind des Bundesstaates Paraná. Sie erstellte maßgebliche Standards für die gesundheitliche Versorgung von Müttern und Kindern zusammen mit der Universität von São Paulo (USP) und der Pan American Health Organization (PAHO) der Weltgesundheitsorganisation (WHO).
1980 engagierte sie sich auf Bitten des Heiligen Stuhls in Rom bei der Bekämpfung einer Polio-Epidemie in União da Vitória und führte flächendeckend den Polioimpfstoff Sabin ein.
1982 gründete sie zusammen mit Geraldo Majella Agnelo, dem damaligen Erzbischof von Londrina, im Auftrag der Brasilianischen Bischofskonferenz (CNBB) die „Pastoral da Criança“ als Maßnahme gegen die hohe Kindersterblichkeit Brasiliens. Mit 250.000 Freiwilligen werden 1,9 Millionen Frauen und Kinder unter sechs Jahren und 1,4 Millionen arme Familien in 4063 Gemeinden Brasiliens versorgt. 2005 erhielt sie von der CNBB (brasilianische Bischofskonferenz) zudem den Auftrag, ein entsprechendes Werk für Senioren zu gründen, das sich gegenwärtig mit 14.000 Freiwilligen um 129.000 ältere Menschen kümmert. Sie machte die Pastoral zur größten Freiwilligenorganisation Brasiliens.
Sie galt als bekannteste Frau Brasiliens und wurde mit nationalen und internationalen Preisen ausgezeichnet sowie mehrfach für den Friedensnobelpreis vorgeschlagen.
Am 26. Dezember 1959 heiratete sie Aloysio Bruno Neumann (1931–1978), mit dem sie vier Söhne und zwei Töchter hatte. Der erstgeborene Sohn, Marcelo Arns Neumann, starb drei Tage nach der Geburt. Von den anderen fünf Kindern leben heute noch vier. 
Zilda Arns, die die Organisation in Haiti besuchte, starb beim Erdbeben in Haiti am 12. Januar 2010.

## Ehrungen und Auszeichnungen (Auswahl)
- Prêmio Internacional em Administração Sanitária (OPAS, 1994)
- Prêmio Humanitário (Lions Club Internacional, 1997)
- Personalidade Brasileira de Destaque no Trabalho em Prol da Saúde da Criança (Unicef, 1988)
- Prêmio Direitos Humanos (USP, 2000)
- Heroína da Saúde Pública das Américas (OPAS, 2002)
- Diploma Bertha Lutz (2005)
- Opus Prize (2006)
- Woodrow Wilson Preis der Woodrow Wilson Foundation (2007)
- Ehrendoktorwürden der Universitäten: Pontifícia Universidade Católica do Paraná, Universidade Federal do Paraná, Universidade do Extremo Sul Catarinense do Criciúma, Universidade Federal de Santa Catarina und Universidade do Sul de Santa Catarina.
- Ehrenbürgerwürde von 10 Ländern und 35 Landkreisen